# Baek Sung-dong
Baek Sung-dong (* 13. August 1991 in Gwangju) ist ein südkoreanischer Fußballspieler.

## Karriere

### Klub
Nach Stationen in Schul- und Universitätsmannschaften wechselte Baek Anfang 2012 nach Japan in den Kader von Júbilo Iwata. Hier erhielt er gleich vom Start weg einige Einsätze in der ersten Liga des Landes, stieg mit der Mannschaft jedoch nach seinem zweiten Jahr ab. In den Play-offs Ende 2014 verpasste er mit seinem Team auch den Wiederaufstieg. So wechselte er Anfang Januar 2015 schließlich innerhalb des Landes weiter zu Sagan Tosu, wo er wieder höherklassiger spielen konnte. Zum Ende der Saison 2015/16 kam er dann aber auch nur noch kaum zu Spielzeit und so wechselte er zur darauffolgenden Spielzeit leihweise zu V-Varen Nagasaki, welcher eine Klasse tiefer spielte. Über den gesamten Zeitraum seiner Leihe war er dabei fester Bestandteil des Spieltagkaders und kam auch stets zumindest für ein paar Minuten zum Einsatz. Nach dem Ende der Leihe verblieb er aber nicht mehr als Teil einer der beiden Mannschaften, sondern wechselte zurück in sein Heimatland.
Beim Suwon FC war er somit ab Januar 2017 Teil des Kaders, wo er auch von Anfang an bis auf wenige Ausnahmen in der Startelf stand. Nach drei Jahren endete hier dann seine Zeit und es zog ihn weiter zum Gyeongnam FC. Bei diesem konnte er ähnliche Einsatzzahlen präsentieren. Seit Anfang Januar 2022 steht er jetzt beim FC Anyang unter Vertrag.

### Nationalmannschaft
Nach den U-Mannschaften war sein einziges bekanntes Spiel für die südkoreanische Nationalmannschaft am 14. August 2013 bei einem 0:0-Freundschaftsspiel gegen Peru. Hier wurde er zur 69. Minute für Cho Chan-ho eingewechselt.
Zuvor war er noch Teil der Mannschaft bei den Olympischen Spielen 2012 in London. Hier belegte er mit seiner Mannschaft den dritten Platz und erhielt somit eine Bronzemedaille.